# Medma
Medma o Mesma (en grec antic Μέδμη o Μέδμα o Μέσμα) era una ciutat grega del sud d'Itàlia o Magna Grècia, a la península de Brútium, entre Hipponion i la desembocadura del Metaure.
Va ser una colònia fundada per la ciutat de Locres Epizefiris. El seu nom derivada suposadament d'una font propera, segons Estrabó. Encara que era una ciutat coneguda d'aquesta part d'Itàlia sembla que mai no va tenir gaire importància, i el seu nom no apareix a la història, encara que probablement un cos de colons de Medma va anar a Messana per la repoblació de la ciutat el 396 aC, en temps de Dionís el vell de Siracusa, segons es pot entendre d'un text de Diodor de Sicília.
De la ciutat, que devia sobreviure a la destrucció d'altres ciutats a la Magna Grècia, encara en parlen Estrabó i Plini el Vell, però Claudi Ptolemeu ja no la menciona i segurament va desaparèixer durant l'Imperi Romà en circumstàncies desconegudes.
Segons Estrabó estava situada una mica cap a l'interior i tenia un port vora el mar. No s'ha trobat el lloc exacte, però com que hi ha un riu que porta encara el nom de Mesima una mica per sota de Nicotera s'ha pensat que aquesta ciutat probablement va sorgir de la ruïna de Mesma. Nicotera es menciona a l'Itinerari d'Antoní.